# GameSpot
GameSpot is een website over computerspellen waarop nieuws, reviews, previews, downloads en andere informatie te vinden is. De site is in mei 1996 gestart  door Vince Broady, Pete Deemer en Jon Epstein. De site is verkocht aan ZDNet en later weer doorverkocht aan het populaire CNET Networks, en uiteindelijk opnieuw in handen gekomen van ZDNet.
Het is een van de populairste sites volgens Alexa.

## Reviews en waarderingen
Sinds januari 2001  geeft GameSpot video reviews en waarderingen voor alle grote spellen. Hetzelfde doen ze voor uitwijkende spellen die het waard zijn om te noemen. De spellen worden gewaardeerd op: Gameplay, vormgeving, geluid, waarde en de mening van de recensent. Elke categorie krijgt een cijfer van 1 tot 10, het gemiddelde wordt het volledige cijfer.

### Perfect gewaardeerde spellen
- 10 - Perfect: Chrono Cross
- 10 - Perfect: The Legend of Zelda: Ocarina of Time (Nintendo 64 versie)
- 10 - Perfect: Soulcalibur (Dreamcast versie)
- 10 - Perfect: Tony Hawk's Pro Skater 3 (PlayStation 2 versie)
- 10 - Perfect: Grand Theft Auto IV (PlayStation 3 and Xbox 360 versies)
- 10 - Perfect: Metal Gear Solid 4: Guns of the Patriots
- 10 - Perfect: Super Mario Galaxy 2

### GameSpot's Game of the Year
Elk jaar heeft GameSpot een titeluitreiking met naast "Game of the Year" categorieën als: "Meest Teleurstellend Spel", "Beste Spel Die Niemand Heeft Gespeeld", "Slechtste Spel Iedereen Heeft Gespeeld", "Beste Sportspel".
Alle winnaars van GameSpot's Game of the Year:
- 1996: Diablo (pc)
- 1997: Total Annihilation (pc)
- 1998: The Legend of Zelda: Ocarina of Time (Nintendo 64)
- 1999: Soulcalibur (Dreamcast)
- 2000: Chrono Cross (PlayStation)
- 2001: Grand Theft Auto III (PlayStation 2)
- 2002: Metroid Prime (GameCube)
- 2003: The Legend of Zelda: The Wind Waker (GameCube)
- 2004: World of Warcraft (PC)
- 2005: Resident Evil 4 (GameCube)
- 2006: Gears of War (Xbox 360)
- 2007: Super Mario Galaxy (Wii)
- 2008: Metal Gear Solid 4: Guns of the Patriots (PlayStation 3)
- 2009: Demon's Souls (PlayStation 3)
- 2010: Red Dead Redemption (Xbox 360, PlayStation 3)
- 2011: The Elder Scrolls V: Skyrim (Xbox 360, PlayStation 3, pc)
- 2012: Journey (PlayStation 3)
- 2013: The Legend of Zelda: A Link Between Worlds (Nintendo 3DS)